# Piłka nożna w Słowenii
Piłka nożna (słoweń. Nogomet nɔɡɔˈmɛ́t) jest najpopularniejszym sportem w Słowenii. Jej głównym organizatorem na terenie Słowenii pozostaje Nogometna zveza Slovenije (NZS).
Według stanu na 1 listopada 2021 roku Boštjan Cesar i Bojan Jokić mają odpowiednio 101 i 100 występów reprezentacyjnych, a Zlatko Zahovič strzelił 35 bramki w barwach reprezentacji Słowenii.
W słoweńskiej 1. SNL grają takie znane kluby świata, jak Olimpija Lublana, NK Maribor i NK Celje.

## Historia

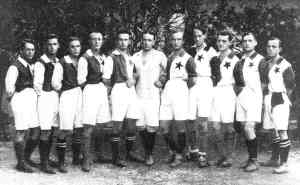
Drużyna SK Ilirija, która wygrała pierwsze regionalne mistrzostwa Słowenii w 1920 roku

Piłka nożna zaczęła zyskiwać popularność w Słowenii, odkąd była częścią Austro-Węgier, a przybyła pod koniec XIX wieku z Wiednia. Pierwszy klub piłkarski został założony w 1900 roku przez mniejszość niemiecką w Lublanie, Laibacher Sportverein. Wkrótce po nich pojawiła się mniejszość węgierska w Lendavie (Lendvai Football Egyesület w 1903) i niemiecka w Celje (Athletik SK w 1906).
Po założeniu słoweńskiego związku piłkarskiego - NZS w 1920 roku, rozpoczął się proces zorganizowania pierwszych mistrzostw kraju. W sezonie 1920 wystartowały pierwsze nieoficjalne mistrzostwa piłkarskie Prvenstvo Nogometne zveze Ljubljana, w których uczestniczyło 7 drużyn (3 słoweńskich i 4 niemieckich). Od następnego sezonu 1920/21 kluby zostały podzielone na trzy strefy: Lublana, Maribor i Celje. Mistrzowie dwóch stref grali ze sobą w półfinale, a zwycięzca meczu potem walczył z mistrzem trzeciej strefy o tytuł mistrza. Począwszy od 1923 roku zostały organizowane mistrzostwa Królestwa Serbów, Chorwatów i Słoweńców, następnie od 1929 mistrzostwa Królestwa Jugosławii. Zwycięzca Mistrzostw Związku Piłkarskiego Lublany otrzymywał prawo startować w ogólnokrajowych mistrzostwach Jugosławii, a później (od 1946) był zmuszony walczyć w barażach o awans do Pierwszej Ligi Jugosławii.
W sezonie 1939/1940 prowadzone również osobno rozgrywki w chorwacko-słoweńskiej lidze.
W czasie II wojny światowej mistrzostwa zostały zawieszone.
W 1945 po utworzeniu Socjalistycznej Federacyjnej Republiki Jugosławii Słowenia została włączona do jej składu i kontynuowano rozgrywki o mistrzostwo Jugosławii w najwyższej lidze, zwanej Prva savezna liga. W 1946 roku rozgrywano kwalifikacje w Słowenii oraz innych republikach dla uczestnictwa w przyszłych mistrzostwach Jugosławii. W tym turnieju, zwanym Slovenska liga, brało udział 5 klubów.
Po upadku SFR Jugosławii w 1991 roku proklamowano niepodległość Słowenii.
W 1991 zainaugurowano rozgrywki zawodowej Prvej slovenskej nogometnej ligi.

## Format rozgrywek ligowych
W obowiązującym systemie ligowym trzy najwyższe klasy rozgrywkowe są ogólnokrajowe (Prva SNL, Druga SNL i Tretja SNL). Dopiero na czwartym poziomie pojawiają się grupy regionalne.

## Puchary
Rozgrywki pucharowe rozgrywane w Słowenii to:
- Puchar Słowenii (Pokal Nagometne zveze Slovenije),
- Superpuchar Słowenii (Superpokal Slovenije) - mecz między mistrzem kraju i zdobywcą Pucharu.